# エレノア・コッポラ
エレノア・コッポラ（Eleanor Coppola, 1936年5月4日 - 2024年4月12日）は、アメリカ合衆国の映画監督、女優である。

## 人物
旧姓ニール。夫は映画監督のフランシス・フォード・コッポラで、娘のソフィア・コッポラは脚本家、息子のロマン・コッポラは俳優、映画製作者、ジャン＝カルロ・コッポラは映画プロデューサーである。
2024年4月12日にカリフォルニア州ラザフォードの自宅で死去。87歳没。

## フィルモグラフィ
- ハート・オブ・ダークネス/コッポラの黙示録 Hearts of Darkness: A Filmmaker's Apocalypse (1991) 出演・監督
- ボンジュール、アン Paris Can Wait (2016) 監督・脚本

## 著書の日本語訳
- 『ノーツ：コッポラの黙示録』原田眞人、福田みずほ（夫人）訳、ヘラルド出版、1980年／マガジンハウス、1992年
原書は1979年（改訂新版1991年）刊、後者は新版による改訳版。
- 『『地獄の黙示録』 撮影全記録（ノーツ）』岡山徹訳、小学館文庫、2002年。ISBN 978-4094025668。新訳版
- 『NOTES ON A LIFE－コッポラ・家族の素顔－』 戸田奈津子訳、双葉社、2018年。ISBN 978-4575313406。原書は2008年刊、電子書籍版も刊。